# مویزه کن
مویزه بیوتی کن (ایتالیایی: Moise Bioty Kean؛ زادهٔ ۲۸ فوریهٔ ۲۰۰۰) بازیکن فوتبال اهل ایتالیا است که برای باشگاه فیورنتینا بازی می‌کند.
۲۰۲۳–۲۰۲۱
وی که در فوریهٔ ۲۰۰۰ از پدر و مادری اهل ساحل عاج در ورچلی متولد شده‌است. در سال ۲۰۱۵ به آکادمی یوونتوس آمد و اولین بازی خود را برای این باشگاه در نوامبر ۲۰۱۶ و مقابل پسکارا انجام داد و به اولین بازیکن تاریخ سری آ تبدیل شد که در قرن بیست و یکم به دنیا آمده‌است. همچنین پس از برونو نیکوله که در ۹ نوامبر ۱۹۵۸ دو گل در مقابل فرانسه به ثمر رسانده بود که جوان‌ترین بازیکنی. است که برای تیم ملی ایتالیا گلزنی کرده‌است.

## اوایل زندگی
کین در ورچلی از پدر و مادری ساحل عاجی به نام‌های بیورو و ایزابل به دنیا آمد. هنگامی که پدر و مادرش در چهار سالگی او از هم جدا شدند، او و دو برادرش به همراه مادرش به آستی نقل مکان کردند و بقیه سال‌های کودکی و نوجوانی را در آنجا گذراند.

## دوران باشگاهی

### رده جوانان

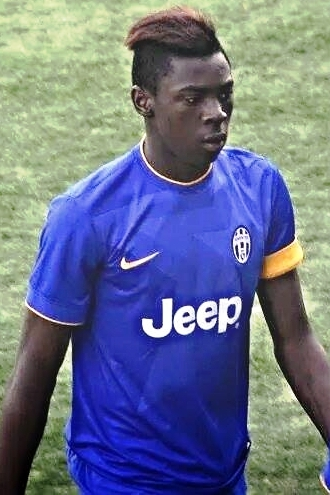
کین در تیم جوانان یوونتوس در سال ۲۰۱۵

کین ابتدا مورد توجه رناتو بیاسی قرار گرفت و او را قبل از پیشنهاد به تورینو در تیم‌های جوانان آستی قرار داد. با این حال، در سال ۲۰۱۰، به جای تمدید قرارداد با تورینو، با رقیب هم‌شهری این تیم، یوونتوس به صورت رایگان قرارداد امضا کرد. در فصل ۱۶–۲۰۱۵، کین در ۲۵ بازی برای تیم زیر ۱۹ سال یوونتوس، ۲۴ گل به ثمر رساند.

### یوونتوس

#### ۲۰۱۶–۱۷: اولین فصل
کین اولین بازی حرفه ای خود را برای یوونتوس در ۱۹ نوامبر ۲۰۱۶ در سن ۱۶ سال، ۲۶۵ روز انجام داد. در دقیقه ۸۴ به جای ماریو مانژوکیچ در برد ۳–۰ در سری آ مقابل پسکارا به میدان رفت. با انجام این کار، او به جوانترین بازیکن تاریخ باشگاه و اولین بازیکن متولد دهه ۲۰۰۰ تبدیل شد که در یکی از چهار لیگ معتبر اروپا بازی می‌کند.
در ۲۲ نوامبر، او اولین بازیکن متولد دهه ۲۰۰۰ شد که در یک بازی لیگ قهرمانان اروپا حضور پیدا کرد، پس از تعویض در دقیقه ۸۴ برد خارج از خانه ۳–۱ مقابل سویا. در ۲۷ می ۲۰۱۷، آخرین بازی یوونتوس در فصل ۲۰۱۶–۱۷ سری‌آ، کین اولین گل خود را برای یوونتوس به ثمر رساند، گل پیروزی ۲–۱ خارج از خانه مقابل بولونیا، همچنین اولین بازیکن متولد دهه ۲۰۰۰ بود که در یکی از پنج لیگ معتبر اروپا گلزنی کرد.

#### ۱۸–۲۰۱۷: قرضی به ورونا
در ۳۱ آگوست ۲۰۱۷، پس از تمدید قراردادش تا ۳۰ ژوئن ۲۰۲۰، کین با قراردادی یک ساله به هلاس ورونا قرض داده شد. در ۱۰ سپتامبر، او اولین بازی خود را برای ورونا در سری آ به عنوان یار تعویضی انجام داد و در دقیقه ۴۶ در شکست خانگی ۵–۰ مقابل فیورنتینا جایگزین الکس فراری شد. در ۱ اکتبر، کین اولین گل خود را برای ورونا در دقیقه ۸۷ از تساوی ۲–۲ خارج از خانه مقابل تورینو به ثمر رساند.
در ۲۸ ژانویه ۲۰۱۸، کین اولین بریس خود را در سری آ در برد ۴–۱ خارج از خانه مقابل فیورنتینا به ثمر رساند و تنها دومین بازیکن متولد دهه ۲۰۰۰ پس از پیترو پلگری بود که موفق به انجام این کار شده‌است. او ۲۰ بازی انجام داد و ۴ گل برای ورونا به ثمر رساند.

#### ۲۰۱۸–۱۹: بازگشت به یوونتوس
پس از بازگشت از قرضی، اولین گل کین برای یوونتوس در فصل ۲۰۱۸–۱۹ در ۱۲ ژانویه ۲۰۱۹ به ثمر رسید و در پیروزی ۲–۰ خارج از خانه مقابل بولونیا در کوپا ایتالیا گلزنی کرد. در ۸ مارس، کین دو گل در نیمه اول مقابل اودینزه در یک پیروزی خانگی ۴–۱ به ثمر رساند.
در ۲ آوریل ۲۰۱۹، کین گل دوم را در پیروزی ۲–۰ خارج از خانه مقابل کالیاری به ثمر رساند، که طی آن کین در معرض شعارهای نژادپرستانه بخشی از هواداران کالیاری قرار گرفت. لئوناردو بونوچی، هم تیمی او در یوونتوس، به شدت مورد انتقاد قرار گرفت، زیرا گفت که کین تا حدودی در شادی پس از گل او مقصر بوده‌است که باعث شوخی‌های بیشتری شد.  رحیم استرلینگ، ملی پوش انگلیسی، اظهار نظر بونوچی را خنده دار دانست، همچنین هموطن او ماریو بالوتلی، رپر انگلیسی استورمزی و بازیکن سابق یوونتوس، پل پوگبا همگی از مویزه دفاع کردند.
در بازی بعدی یوونتوس در ۶ آوریل، کین از روی نیمکت مقابل آث میلان به میدان آمد تا گل پیروزی را در برد خانگی ۲–۱ در سری آ به ثمر برساند تا تیمش تنها یک پیروزی تا قهرمانی لیگ فاصله داشته باشد. در بازی بعدی لیگ، در ۱۳ آوریل، کین اولین گل را در شکست ۲–۱ خارج از خانه مقابل اسپال به ثمر رساند، که ششمین گل متوالی خود را در همان تعداد بازی برای باشگاه و تیم ملی رقم زد.

### اورتون
کین در ۴ اوت ۲۰۱۹ به اورتون پیوست و قراردادی ۵ ساله با مبلغ ۲۷٫۵ یورو امضا کرد. میلیون، به علاوه ۲٫۵ یورو میلیون افزونه در ۱۰ آگوست، او اولین بازی خود را برای اورتون در تساوی ۰–۰ مقابل کریستال پالاس در لیگ برتر انجام داد و به عنوان جانشین برای دومینیک کالورت-لوین وارد زمین شد. در نوامبر ۲۰۱۹، کین به دلایل انضباطی از ترکیب روز بازی اورتون کنار گذاشته شد. او اولین گل خود را برای اورتون در ۲۱ ژانویه ۲۰۲۰ در تساوی ۲–۲ خانگی مقابل نیوکاسل یونایتد در لیگ برتر به ثمر رساند.
در آخرین بازی فصل، کین از ابتدا در ترکیب قرار گرفت و دومین گل خود را برای اورتون به ثمر رساند و در دقیقه ۴۱ برابر بورنموث به تساوی رسید، بازی که اورتون در ادامه باخت.

#### ۲۰۲۰–۲۱: قرضی به پاری سن ژرمن
کین فصل ۲۰۲۰–۲۱ را در اورتون آغاز کرد و در دو بازی جام اتحادیه دو گل به ثمر رساند.
در ۴ اکتبر ۲۰۲۰، او به صورت قرضی یک ساله به باشگاه پاریس سن ژرمن پیوست. او اولین بازی خود را در برد خارج از خانه ۴–۰ لیگ مقابل نیم المپیک در ۱۶ اکتبر انجام داد. او گلی را به ثمر نرساند، اما یک تلاش با سر را دید که از روی تیر افقی به بیرون زد. در بازی بعدی لیگ در ۲۴ اکتبر، اولین گل‌های کین برای این باشگاه به شکل یک گل مقابل دیژون، در برد ۴–۰ به ثمر رسید. در ۲۸ اکتبر، در بازی بعدی پاری سن ژرمن، کین اولین گل‌های خود در لیگ قهرمانان اروپا را به ثمر رساند و در مرحله گروهی مقابل باشگاه استانبول باشاک‌شهیر ترکیه یک گل زد.
در ۱۰ فوریه ۲۰۱پ۲۱، کین اولین بازی خود در جام حذفی فرانسه را انجام داد. او تنها گل مسابقه را در برد ۱–۰ مقابل کان به ثمر رساند تا پاری سن ژرمن را به مرحله یک‌هشتم نهایی برساند اولین گل کین در مرحله حذفی لیگ قهرمانان اروپا در ۱۶ فوریه به ثمر رسید و با ضربه سر در پیروزی ۴–۱ خارج از خانه مقابل بارسلونا در بازی اول مرحله یک‌هشتم نهایی

#### ۲۰۲۱–۲۲: بازگشت قرضی به یوونتوس
در طول فصل ۲۰۲۱–۲۲، پس از بازگشت، کین در پیروزی ۲–۱ اورتون مقابل هادرزفیلد از بازی اخراج شد.

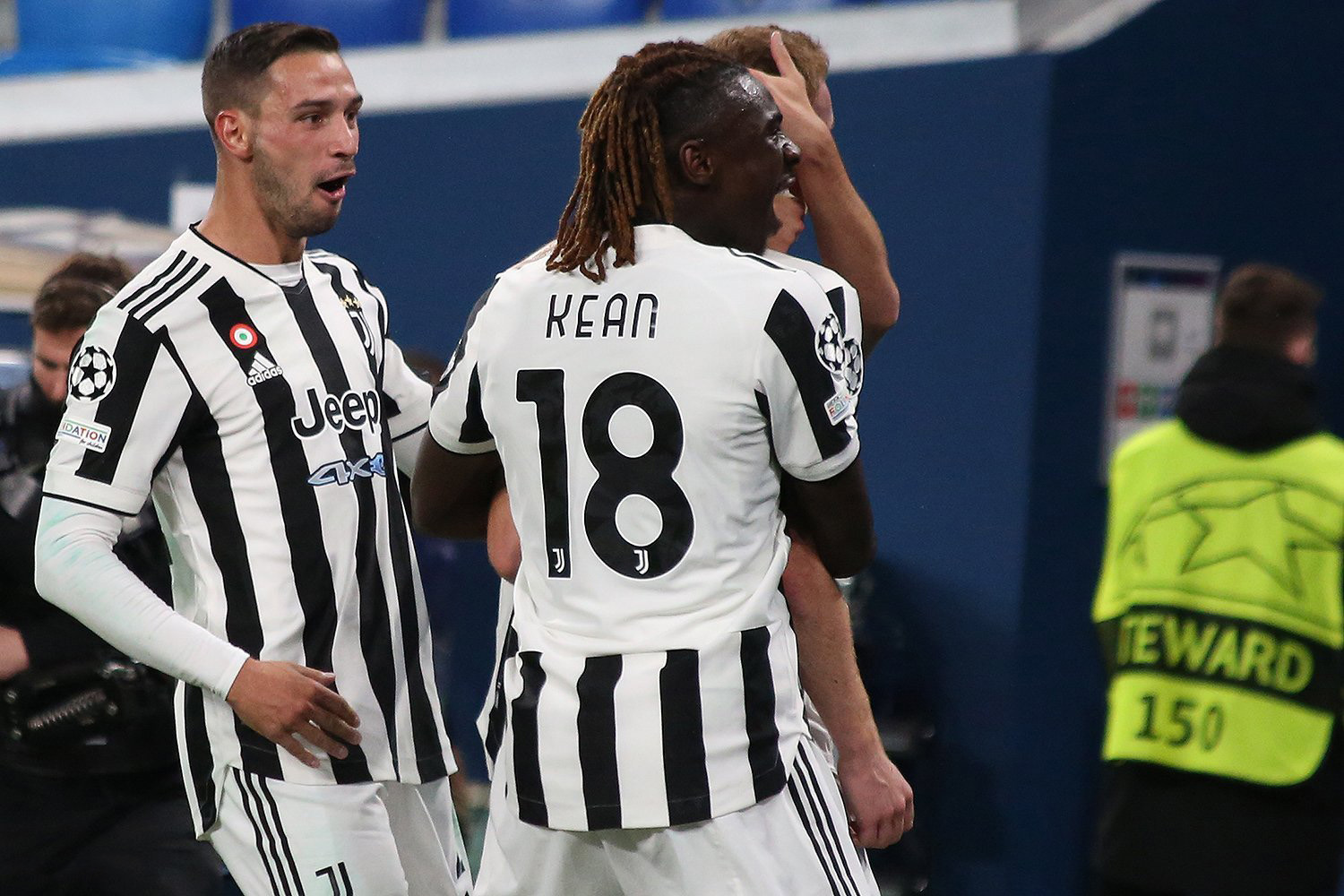
جشن کین با هم تیمی‌هایش در یوونتوس در سال ۲۰۲۱

در ۳۱ آگوست ۲۰۲۱، کین با یک قرارداد قرضی دو ساله با مبلغ ۷ میلیون یورو با بند به خرید در تابستان ۲۰۲۳ به مبلغ ۲۸ میلیون یورو به علاوه ۳ میلیون یورو پاداش به یوونتوس بازگشت. اولین بازی کین در ۱۱ سپتامبر به عنوان بازیکن تعویضی در شکست ۲–۱ مقابل ناپولی انجام شد. در دقیقه ۸۵، کین مرتکب اشتباه شد که به کالیدو کولیبالی بازیکن ناپولی کمک کرد تا گل پیروزی را به ثمر برساند. در ۲۲ سپتامبر، کین اولین بازی خود را به عنوان یار اصلی مقابل اسپزیا به ثمر رساند و اولین گل او پس از بازگشتش به ثمر رسید. در ۸ دسامبر، کین گل پیروزی را در پیروزی ۱–۰ مقابل مالمو به ثمر رساند، اولین گل او در لیگ قهرمانان اروپا با یوونتوس.

## دوران ملی
کین واجد شرایط نمایندگی ایتالیا و ساحل عاج بود و در ایتالیا از پدر و مادری ساحل عاجی متولد شد.

### جوانان

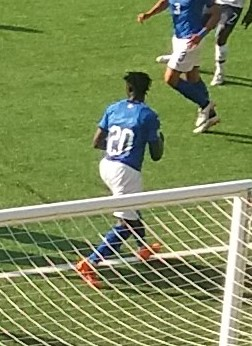
کین در مسابقات قهرمانی زیر ۱۹ سال اروپای ۲۰۱۸ برای تیم زیر ۱۹ سال ایتالیا بازی می‌کند

کین در سال ۲۰۱۵ نماینده ایتالیا در سطح زیر ۱۵ سال بود. او با تیم زیر ۱۷ سال ایتالیا در مسابقات زیر ۱۷ سال قهرمانی اروپا در دوره‌های ۲۰۱۶ و ۲۰۱۷ شرکت کرد و در هر تورنمنت یک گل به ثمر رساند.
کین با تیم زیر ۱۹ سال ایتالیا در مسابقات قهرمانی زیر ۱۹ سال اروپای ۲۰۱۸ شرکت کرد و در مرحله گروهی مقابل نروژ، و در نیمه نهایی مقابل فرانسه در پیروزی ۲–۰ برای کمک به ایتالیا برای رسیدن به فینال، گلزنی کرد. او فینال را مقابل پرتغال روی نیمکت آغاز کرد و به عنوان یار تعویضی وارد زمین شد و در نیمه دوم دو گل به ثمر رساند تا بازی به وقت اضافه کشیده شود. این بازی در نهایت با پیروزی ۴–۳ پرتغال به پایان رسید.
کین اولین بازی خود را برای تیم زیر ۲۱ سال ایتالیا در ۱۱ اکتبر ۲۰۱۸ انجام داد و در یک بازی دوستانه با نتیجه ۱–۰ مقابل بلژیک در اودینه شکست خورد. او اولین گل خود را با تیم زیر ۲۱ سال در بازی دوستانه بعدی به ثمر رساند، پیروزی ۲–۰ خانگی مقابل تونس در ۱۵ اکتبر ۲۰۱۸. او در مسابقات قهرمانی اروپا زیر ۱۹ سال ۲۰۱۹ شرکت کرد، جایی که ایتالیا در مرحله گروهی حذف شد.

### بزرگسالان

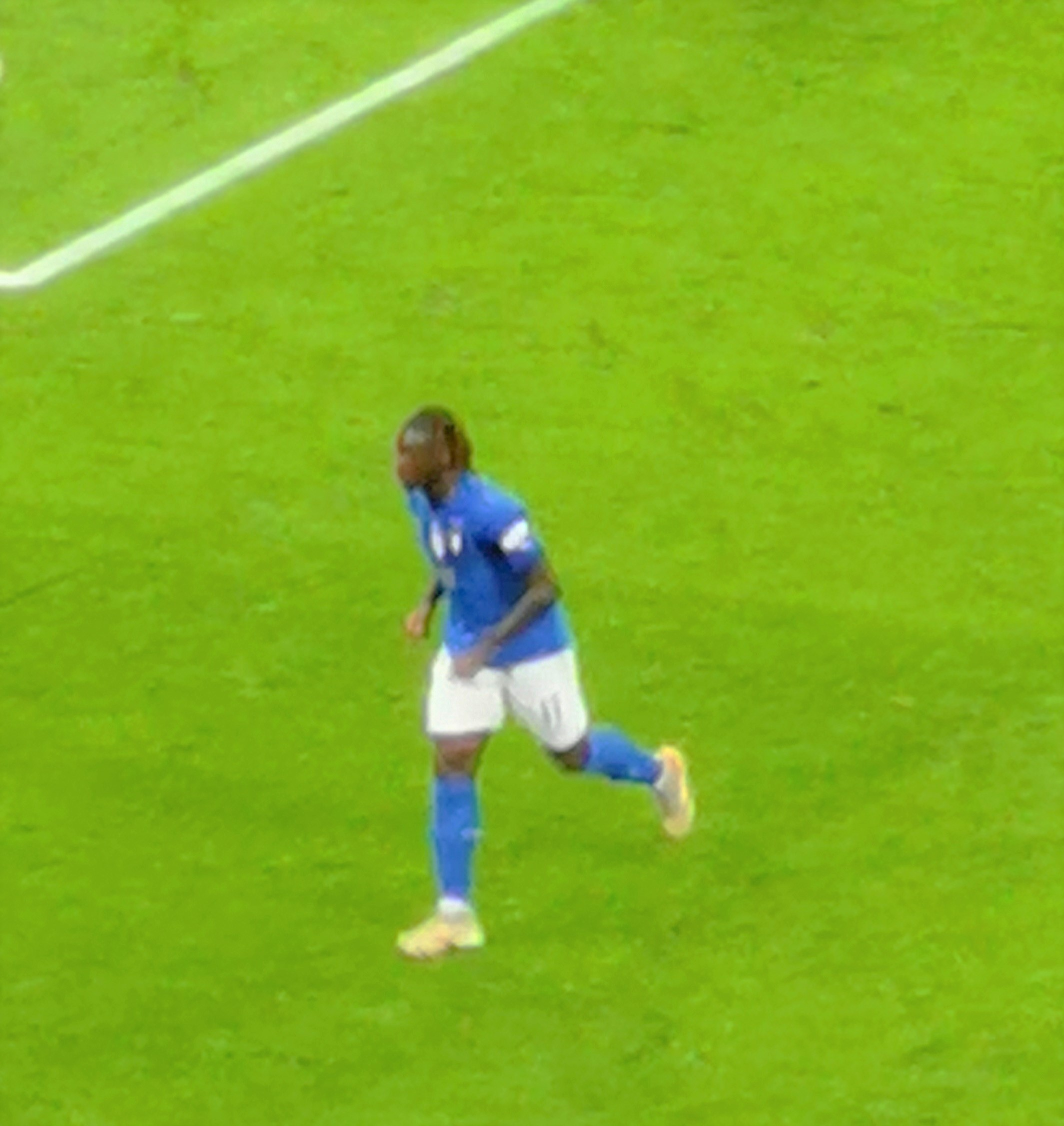
کین با ایتالیا در فینال لیگ ملت‌های اروپا ۲۰۲۱

در نوامبر ۲۰۱۸، کین توسط سرمربی روبرتو مانچینی به تیم ملی بزرگسالان ایتالیا دعوت شد. در ۲۰ نوامبر، در سن ۱۸ سال، ۲۶۵ روز، او اولین بازی خود را در بزرگسالان با ایتالیا در یک بازی دوستانه مقابل ایالات متحده در بلژیک انجام داد که در نهایت با پیروزی ۱–۰ به پایان رسید.
در ۲۳ مارس ۲۰۱۹، کین اولین بازی خود به عنوان یار اصلی را انجام داد و اولین گل خود را برای ایتالیا در پیروزی ۲–۰ خانگی مقابل فنلاند در اولین بازی ایتالیا در مقدماتی یورو ۲۰۲۰ به ثمر رساند. با انجام این کار، او چندین رکورد ملی را شکست: او جوانترین مهاجمی بود که بعد از ادواردو ماریانی در برابر فرانسه در سال ۱۹۱۲، بازی را از ابتدا برای ایتالیا آغاز می‌کند. کین همچنین پس از برونو نیکوله در سن ۱۹ سال، ۲۳ روز دومین گلزن جوان ایتالیا شد، و جوانترین بازیکنی که هم در یک مسابقه رقابتی و هم در مسابقات مقدماتی یورو برای ایتالیا گل زده‌است.
در ۲۶، کین دومین گل ملی خود را در مسابقه مقدماتی یورو ۲۰۲۰ ایتالیا در پیروزی خانگی ۶–۰ مقابل لیختن اشتاین، به ثمر رساند.

## سبک بازی
کین که به عنوان یکی از امیدبخش‌ترین بازیکنان فوتبال ایتالیا در نظر گرفته می‌شود، مهاجمی سریع، سرسخت و از نظر بدنی قوی، با مهارت‌های فنی خوب و شوت‌زنی دقیق است. به‌طور طبیعی راست پا، نقش ترجیحی او در مرکز به عنوان مهاجم اصلی است، اگرچه او همچنین می‌تواند به عنوان مهاجم کاذب، یا حتی به عنوان یک مهاجم چپ یا وینگر بازی کند. او به ویژه به خاطر سرعت عالی، توانایی‌هایش در هوا، حرکات تهاجمی و فیزیک بدنی قدرتمندش که او را قادر می‌سازد توپ را از پشت به سمت دروازه نگه‌دارد یا از فرصت‌های دفاع حریف استفاده کند، شناخته شده‌است. او که بازیکنی سخت کوش است، به خاطر نقش دفاعی‌اش در خارج از توپ نیز مورد تحسین قرار گرفته‌است.

## زندگی شخصی
برادر بزرگتر کین، جیووانی، نیز یک فوتبالیست است. او به عنوان یکی از طرفداران اینترمیلان بزرگ شد و اوبافمی مارتینز، مهاجم آن دوران الگوی او بود.

## افتخارات
یوونتوس
- سری آ: ۲۰۱۶–۱۷، ۲۰۱۸–۱۹
- کوپا ایتالیا: ۲۰۱۶–۱۷
- سوپرجام ایتالیا: ۲۰۱۸

پاری سن ژرمن
- جام حذفی فرانسه: ۲۰۲۰–۲۱
- سوپرجام فرانسه: ۲۰۲۰

ایتالیا زیر ۱۹ سال
- نایب قهرمانی مسابقات قهرمانی زیر ۱۹ سال اروپا: ۲۰۱۸[۵۵]

ایتالیا
- مقام سوم لیگ ملت‌های اروپا: ۲۰۲۰–۲۱[۷۳]

شخصی
- بهترین بازیکن ماه سری آ: نوامبر ۲۰۲۲[۷۴]